# Marian Suchar
Marian Suchar (ur. 31 października 1930 w Bzitem, zm. 22 sierpnia 2012) – polski specjalista w dziedzinie mechaniki teoretycznej i stosowanej, profesor Politechniki Łódzkiej.

## Życiorys
W 1954 roku ukończył studia na Wydziale Matematyki, Fizyki i Chemii Uniwersytetu Warszawskiego, na kierunku mechanika w zakresie specjalności zastosowań technicznych matematyki, uzyskując dyplom magistra matematyki i podjął pracę w Instytucie Podstawowych Problemów Techniki PAN w Pracowni Teorii Sprężystości. W 1959 roku uzyskał stopień naukowy doktora nauk technicznych, a stopień doktora habilitowanego w zakresie mechaniki teoretycznej i stosowanej w 1964 roku. Był dyplomantem i doktorantem prof. Witolda Nowackiego. Od 1960 do 2001 roku pracował w Politechnice Łódzkiej, gdzie w 1973 roku otrzymał tytuł naukowy profesora nauk technicznych.
Badania naukowe skoncentrował na matematycznej teorii sprężystości i termosprężystości. Tematyka jego prac naukowych obejmuje teorię sprężystości ciał anizotropowych, mikropolarną teorię sprężystości, teorię anizotropowych dźwigarów powierzchniowych, mechanikę ośrodków niejednorodnych (kompozytów) oraz termomechanikę. W swoim dorobku ma kilkadziesiąt rozpraw, artykułów i komunikatów oraz opracowań naukowych, w tym 32 prace oryginalne. Wypromował 5 doktorów.
Organizator i w latach 1966–1970 kierownik Katedry Mechaniki Teoretycznej PŁ. W latach 1970–1973, 1976–1979 i 1986–1989 był dyrektorem Instytutu Inżynierii Budowlanej, a w latach 1990–2001 kierownikiem Katedry Mechaniki Materiałów. W kadencji 1965–1968 był prodziekanem ds. nauki, a w latach 1968–1973 i 1987–1993 dziekanem Wydziału Budownictwa, Architektury i Inżynierii Środowiska. W kadencji 1978–1981 sprawował funkcję prorektora ds. nauki Politechniki Łódzkiej. Od 1958 roku był członkiem Polskiego Towarzystwa Mechaniki Teoretycznej i Stosowanej. W czasie kilku kadencji pełnił funkcję wiceprzewodniczącego (1967–1973), następnie przewodniczącego (1973–1976 i 1988–1992) Oddziału Łódzkiego Polskie Towarzystwo Mechaniki Teoretycznej i Stosowanej, a w 2007 roku został członkiem honorowym Towarzystwa. Od 1980 roku był członkiem zwyczajnym Łódzkiego Towarzystwa Naukowego. Ponadto był członkiem Komitetu Mechaniki PAN, Komisji Nauk Technicznych przy Prezydium Oddziału Łódzkiego PAN oraz członkiem Rady Naukowej przy Prezydium WRN w Łodzi.
Za działalność naukową, wdrożeniową i dydaktyczną oraz społeczną odznaczony m.in. Krzyżem Kawalerskim, Krzyżem Oficerskim i Krzyżem Komandorskim Orderu Odrodzenia Polski, Medalem Komisji Edukacji Narodowej oraz odznaką „Zasłużony dla Politechniki Łódzkiej”.